# Fórum Pan-Europeu de Irmandades e Confrarias
O Fórum Pan-Europeu de Irmandades e Confrarias (originalmente, em italiano, Forum Paneuropeo delle Confraternite) é um evento religioso criado em 2020 por iniciativa da Confraria de São Carlos Borromeu de Lugano e da Confederazione delle Confraternite delle Diocesi d’Italia, com aprovação da Santa Sé, e que reúne irmandades e confrarias católicas da Europa.
Com duração de dois ou três dias, promove eventos como conferências e celebrações religiosas, sob o patrocínio do Dicastério para a Evangelização e do Conselho das Conferências Episcopais da Europa.

## Missão
O Fórum Pan-Europeu de Irmandades e Confrarias é uma iniciativa que pretende reunir as confrarias e irmandades católicas europeias num fórum que visa encontrar respostas sobre a missão actual desses organismos no contexto europeu.
As confrarias e irmandades reúnem, ainda, milhões de crentes em toda a Europa. No entender dos organizadores, essas instituições podem ser também um veículo e um instrumento de apostolado e evangelização, tendo em vista a preservação dos valores cristãos na sociedade.
Um dos objectivos actuais do fórum é estabelecer na Europa uma federação transnacional que possa congregar as irmandades e confrarias do continente, no sentido de facilitar gestão interna das mesmas e estabelecer uma forma de actuação para a Nova Evangelização.
O IV Fórum foi realizado no Real Edifício de Mafra, classificado pela UNESCO como Património Mundial da Humanidade, contando com o patrocínio da Presidência da República Portuguesa, do Conselho das Conferências Episcopais Europeias e do Dicastério para a Evangelização. Será o primeiro fórum a reunir irmandades de outros continentes, nomeadamente da América do Sul e de África, tendo contando com a presença do Cardeal Tolentino de Mendonça, em representação do Papa.
Em 2024 (27 a 28 de Abril) será realizado o V Fórum, que terá lugar em Czestochowa, na Polónia.

## Edições
| Edição | Ano  | Data                 | Local                 | Lema                                                                                        | Cartaz |
| I      | 2020 | 15 e 16 de Fevereiro | Lugano · Suíça        | Erit tanquam lignum plantatum secus decursus aquarum et folium eius non defluet.            |        |
| II     | 2021 | 23 e 24 de Setembro  | Málaga · Espanha      | Et ecce turba magna, quam dinumerare nemo poterat.                                          |        |
| III    | 2022 | 1 e 2 de Outubro     | Nice · França         | Transibam ad domum Dei in voce exultationis et confessionis multitudinis festa celebrantis. |        |
| IV     | 2023 | 16 e 17 de Setembro  | Mafra · Portugal      | Si Deus pro nobis, quis contra nos?                                                         |        |
| V      | 2024 | 27 a 28 de Abril     | Czestochowa · Polónia | In silentio et in spe erit fortitudo vestra.                                                |        |
| VI     | 2025 |                      | Roma · Itália         |                                                                                             |        |